# Leiothrix flagellaris
Leiothrix flagellaris là một loài thực vật có hoa trong họ Eriocaulaceae. Loài này được (Guill.) Ruhland mô tả khoa học đầu tiên năm 1903.